# Agallia elongata
Agallia elongata är en insektsart som beskrevs av Lindberg 1926. Agallia elongata ingår i släktet Agallia och familjen dvärgstritar. Inga underarter finns listade i Catalogue of Life.